# Agapetus orosus
Agapetus orosus là một loài Trichoptera trong họ Glossosomatidae. Chúng phân bố ở miền Tân bắc.